# NFL最優秀攻撃選手賞
NFL最優秀攻撃選手賞（エヌエフエルさいゆうしゅうこうげきせんしゅしょう）は、NFLのレギュラーシーズンにおいて、1年で最も秀でたと考えられるオフェンス（攻撃）の選手に贈られる賞である。AP通信、プロフットボール記者協会、スポーティングニュース等の様々な媒体が毎年、NFL最優秀攻撃選手賞を授与しているが、中でもAP通信NFL最優秀攻撃選手賞は2011年シーズン以降、NFLの年間授賞式であるNFLオナーズの1部門となっており、NFLの公式な賞として扱われている。
本ページでは、上記の3媒体の受賞者を一覧として示す。

## 受賞者一覧
| AP   | AP通信                   |
| PFWA | プロフットボール記者協会 |
| SN   | スポーティングニュース   |
| ^    | 全団体受賞               |

| シーズン | AP                           | PFWA                         | SN                           |
| -------- | ---------------------------- | ---------------------------- | ---------------------------- |
| 1972     | ラリー・ブラウン             | 未制定                       | 未制定                       |
| 1973     | O・J・シンプソン             | 未制定                       | 未制定                       |
| 1974     | ケン・ステイブラー           | 未制定                       | 未制定                       |
| 1975     | フラン・ターケントン         | 未制定                       | 未制定                       |
| 1976     | バート・ジョーンズ           | 未制定                       | 未制定                       |
| 1977     | ウォルター・ペイトン         | 未制定                       | 未制定                       |
| 1978     | アール・キャンベル           | 未制定                       | 未制定                       |
| 1979     | アール・キャンベル           | 未制定                       | 未制定                       |
| 1980     | アール・キャンベル           | 未制定                       | 未制定                       |
| 1981     | ケン・アンダーソン           | 未制定                       | 未制定                       |
| 1982     | ダン・ファウツ               | 未制定                       | 未制定                       |
| 1983     | ジョー・サイズマン           | 未制定                       | 未制定                       |
| 1984     | ダン・マリーノ               | 未制定                       | 未制定                       |
| 1985     | マーカス・アレン             | 未制定                       | 未制定                       |
| 1986     | エリック・ディッカーソン     | 未制定                       | 未制定                       |
| 1987     | ジェリー・ライス             | 未制定                       | 未制定                       |
| 1988     | ロジャー・クレイグ           | 未制定                       | 未制定                       |
| 1989     | ジョー・モンタナ             | 未制定                       | 未制定                       |
| 1990     | ウォーレン・ムーン           | 未制定                       | 未制定                       |
| 1991     | サーマン・トーマス           | 未制定                       | 未制定                       |
| 1992     | スティーブ・ヤング           | スティーブ・ヤング           | 未制定                       |
| 1993     | ジェリー・ライス             | エミット・スミス             | 未制定                       |
| 1994     | バリー・サンダース           | スティーブ・ヤング           | 未制定                       |
| 1995     | ブレット・ファーヴ           | ブレット・ファーヴ           | 未制定                       |
| 1996     | テレル・デービス             | ブレット・ファーヴ           | 未制定                       |
| 1997     | バリー・サンダース           | バリー・サンダース           | 未制定                       |
| 1998     | テレル・デービス             | バリー・サンダース           | 未制定                       |
| 1999     | マーシャル・フォーク         | カート・ワーナー             | 未制定                       |
| 2000     | マーシャル・フォーク         | マーシャル・フォーク         | 未制定                       |
| 2001     | マーシャル・フォーク         | マーシャル・フォーク         | 未制定                       |
| 2002     | プリースト・ホームズ         | リッチ・ギャノン             | 未制定                       |
| 2003     | ジャマール・ルイス           | ジャマール・ルイス           | 未制定                       |
| 2004     | ペイトン・マニング           | ペイトン・マニング           | 未制定                       |
| 2005     | ショーン・アレキサンダー     | ショーン・アレキサンダー     | 未制定                       |
| 2006     | ラダニアン・トムリンソン     | ラダニアン・トムリンソン     | 未制定                       |
| 2007     | トム・ブレイディ             | トム・ブレイディ             | 未制定                       |
| 2008     | ドリュー・ブリーズ           | ペイトン・マニング           | ドリュー・ブリーズ           |
| 2009     | クリス・ジョンソン           | ペイトン・マニング           | ドリュー・ブリーズ           |
| 2010     | トム・ブレイディ             | トム・ブレイディ             | トム・ブレイディ             |
| 2011     | ドリュー・ブリーズ           | アーロン・ロジャース         | アーロン・ロジャース         |
| 2012     | エイドリアン・ピーターソン   | エイドリアン・ピーターソン   | エイドリアン・ピーターソン   |
| 2013     | ペイトン・マニング           | ペイトン・マニング           | ペイトン・マニング           |
| 2014     | デマルコ・マレー             | デマルコ・マレー             | アーロン・ロジャース         |
| 2015     | キャム・ニュートン           | キャム・ニュートン           | キャム・ニュートン           |
| 2016     | マット・ライアン             | マット・ライアン             | トム・ブレイディ             |
| 2017     | トッド・ガーリー             | トッド・ガーリー             | アントニオ・ブラウン         |
| 2018     | パトリック・マホームズ       | パトリック・マホームズ       | パトリック・マホームズ       |
| 2019     | マイケル・トーマス           | ラマー・ジャクソン           | ラマー・ジャクソン           |
| 2020     | デリック・ヘンリー           | デリック・ヘンリー           | パトリック・マホームズ       |
| 2021     | クーパー・カップ             | クーパー・カップ             | ジョナサン・テイラー         |
| 2022     | ジャスティン・ジェファーソン | ジャスティン・ジェファーソン | ジャスティン・ジェファーソン |
| 2023     | クリスチャン・マキャフリー   | クリスチャン・マキャフリー   | タイリーク・ヒル             |
| 2024     | セイクワン・バークリー       | セイクワン・バークリー       | セイクワン・バークリー       |